# Colbert (C 611)
El Colbert (C 611) fue un crucero ligero antiaéreo, posteriormente transformado en crucero lanzamisiles guiados de la marina francesa. Fue el sexto buque -y el segundo crucero- de la Armada francesa en ser nombrado en memoria de Jean-Baptiste Colbert -el anterior, fue echado a pique en Tolón en 1942-. Sirvió en la Armada desde 1956 hasta 1991, posteriormente, fue convertido en buque museo en Burdeos desde 1993. Desde 2007 permanece anclado en Brest a la espera de desguace.

## Historial de servicio

### Primeros servicios
Su construcción, comenzó en los astilleros de Brest en 1953. fue botado el 24 de marzo de 1956 y comenzó sus pruebas de mar el 5 de diciembre de 1957, para entrar en servicio oficialmente el 5 de mayo de 1959, como parte de la 15.ª escuadra, con la misión principal de dar cobertura antiaérea, realizar bombardeos a costa, mando, y operaciones de evacuación. En 1964 la reorganización naval, lo convirtió en buque insignia de la escuadra francesa del Mediterráneo con base en Tolón, la cual estaba compuesta por portaaviones y fragatas.

### Embajador
Su papel como representante de Francia en el extranjero, fue destacado. En 1961 repatrió los restos del mariscal Hubert Lyautey y transportó al general De Gaulle en 1964 en una gira por Sudamérica (llevando por ejemplo al general desde el norte de Chile hasta Valparaíso) y entre junio y julio de 1967 realizó una visita oficial a Canadá. Durante su travesía transtalántica a bordo del  Colbert De Gaulle fiemó numerosos decretos. El Colbert también representó a Francia en el bicentenario de Australia en 1988.

### Etapa final
Construido demasiado tarde, cuanto la época de los cruceros en la guerra naval, ya había concluido, el Colbert fue superado a mediados de la década de 1960 por una nueva generación de buques mejor adaptados al nuevo escenario. 
Su armamento formado por cañones de grueso calibre, quedó obsolero e insuficiente contra los ataques de aeronaves supersónicos, por lo que entre 1970 y 1972, fue sometido a modificaiones extensivas en Brest que lo convirtieron en un crucero lanzamisiles guiados, con una dobre rampa de misiles MARUSCA -MArine SURface Contre Avions , Misiles navales superficie aire-. Sirvió de nuevo como buque insignia de la escuadra del mediterráneo desde 1976, además de las tareas de representación o humanitarias - Agadir en 1960 y la evacuación de Bizerta en 1961. Se ganó la reputación en la marina francesa del buque que nunca había disparado sus cañones en acción de combate, y que únicamente participó en acción durante unos pocos meses en 1991 durante la operación "Salamandre" en la Guerra del golfo de 1991, pocos meses antes de ser dado de baja el 24 de mayo de ese mismo año.

### Buque museo
Entre junio de 1993 y 2007, permaneció como buque museo en el puerto de Burdeos. Durante el año 2004 fue el buque museo más visitado de Francia, y la atracción histórica más visitada de la ciudad. Se trataba de un museo privado, dependiente de la asociación "Los amigos del Colbert". La visita, era guiada, con un recorrido de entre dos y tres horas dando acceso a partes cerradas al público, como la sala de motores, y los camarotes. El buque, también fue el lugar de residencia de algunas exhibiciones de carácter permanente de la armada, Météo-France y modelos arquitectónicos. La sirena del buque, se hacía sonar a mediodía los jueves y domingos. Un restaurante y discoteca cubierto se habilitó en el castillo de proa, en la que se servía comida hecha en sus antiguas cocinas. Se planeó una parada del tranvía de Burdeos en su cercanía, para permitir un mejor y más rápido acceso que el que le prestaba la línea existente de autobús, para intentar incrementar el número de visitantes al buque.

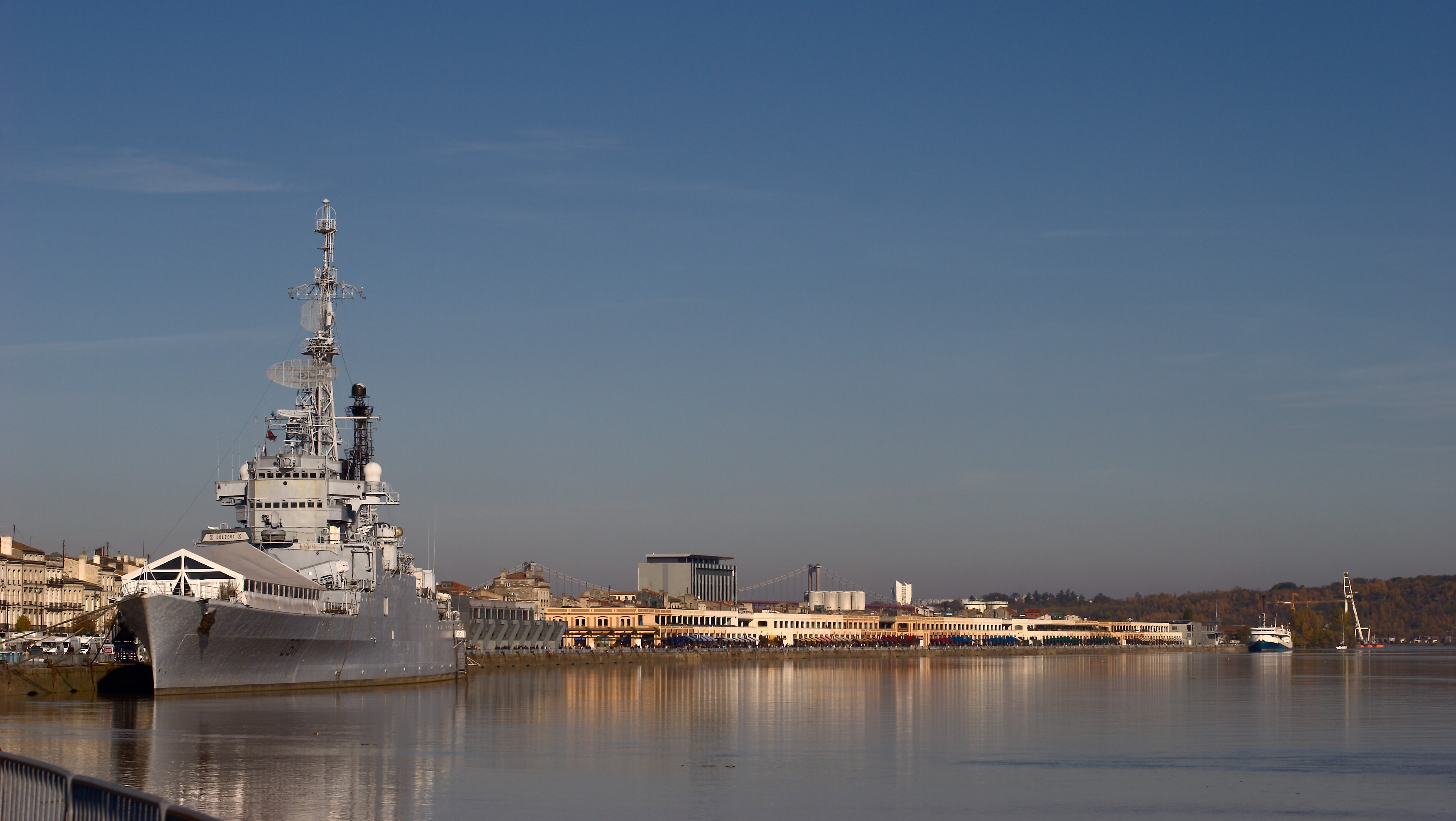
El Colbert en Burdeos.

Aunque el buque museo, también tenía sus críticos, como la asociación "dejemos hundirse al Colbert" (Coulons le Colbert), que se presentó a las elecciones municipales de 1995, y el museo, tenía problemas financieros, que no le permitían hacerse cargo del coste necesario para mantener la seguridad e imagen del buque, por ejemplo, su completo repintado, costaba  500 000 €, un precio demasiado alto para el museo. Bajo la presión de la alcaldía, y de asociaciones locales, y sin otros fondos económicos para poder mantenerse, el buque museo, cerro sus puestas al público el 2 de octubre de 2006.

### Desguace

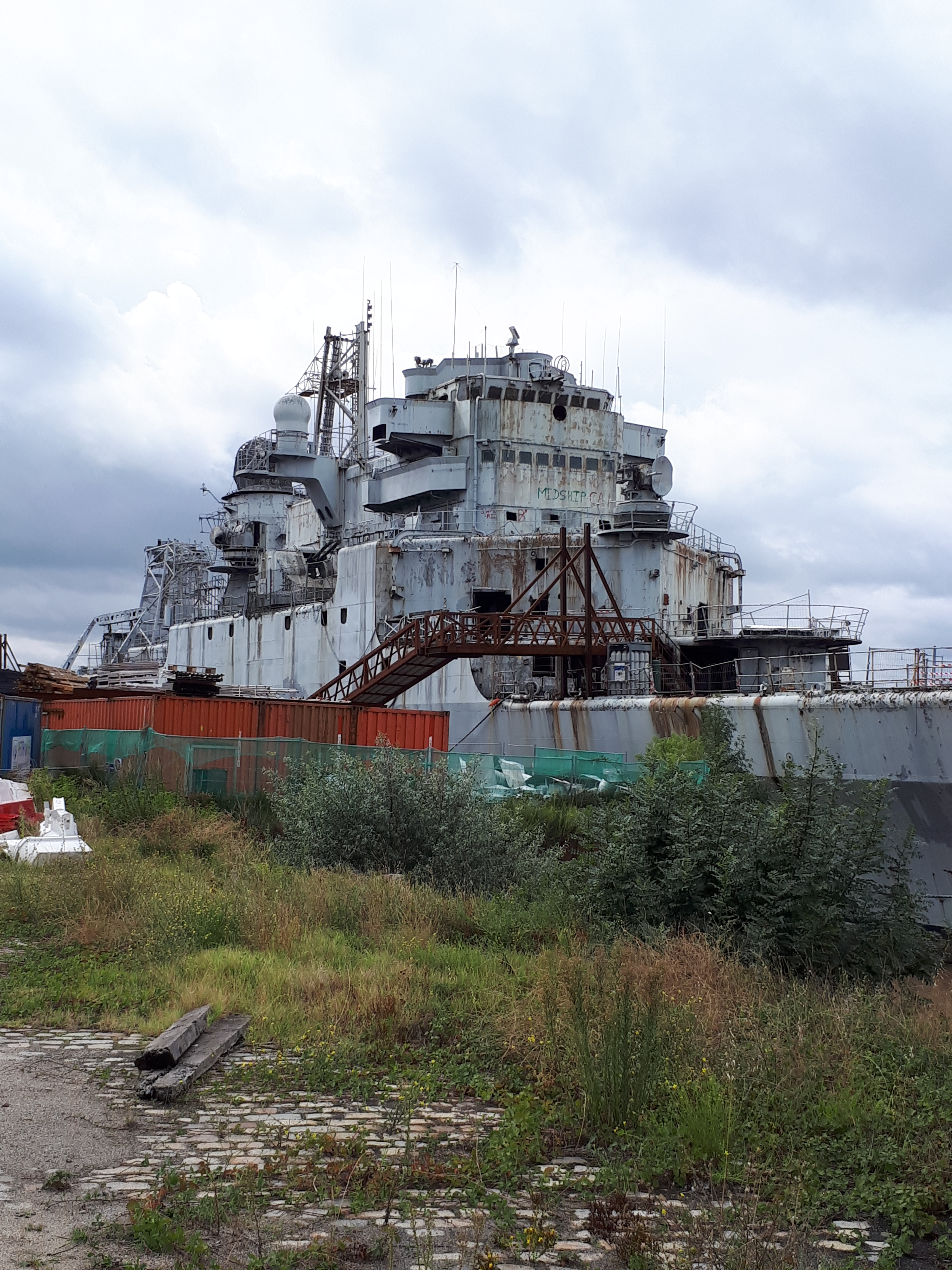
el crucero francés Colbert durante las tareas de descontaminación, anteriores a su desguace en agosto de 2017

Fue remolcado el 31 de mayo de 2007, el día que la concesión a la asociación "Amigos del Colbert " finalizaba, a lugar donde permanece anclada la flota de reserva en Landévennec. Debido a las mejoras tecnológicas recibidas, la armada francesa, tomó alguno de sus componentes como fuente de recambios para el crucero portahelicópteros Jeanne d'Arc, el cual causó baja en 2010.  El 5 de junio de 2016  elColbert arribó a remolque a Bassens, para su desguace.